# David Uzochukwu
David Ejikeme Uzochukwu (* 1998 in Innsbruck) ist ein österreichisch-nigerianischer Regisseur und Fotograf, der in Brüssel und Berlin lebt und arbeitet.

## Leben
Uzochukwu wurde in Innsbruck, Österreich geboren. Dort wuchs er auf, bis er nach Luxemburg und später Brüssel zog. Seitdem lebte er in Wien und Berlin, wo er an der Humboldt-Universität zu Berlin Philosophie studierte.

## Arbeit
Uzochukwu begann im Alter von 10 Jahren, mit der Kompaktkamera seiner Mutter zu fotografieren. Uzochukwu fotografierte zuerst Selbstporträts, bevor er begann, Porträts anderer in der Natur zu inszenieren. Seine Fotografie kombiniert intime Porträts mit Postproduktion, und zeigt häufig in Rauch, Wolken, Wasser oder Feuer isolierte Körper. Seine surrealen Bilder beinhalten zum Beispiel blauen Himmel, der sich zu Wänden verfestigt, in der Luft schwebende Kristalle, Schleier aus vulkanischem Sand, oder Blut, das sich in eine Maske verwandelt.
Uzochukwus Arbeiten spiegeln oft seine Beobachtungen zu Rassifizierung und Queerness wider. Auf der Unseen Amsterdam stellte er beispielsweise eine Reihe von Fotografien aus, die humanoide Wasserkreaturen mit Flossen oder scharfen Zähnen zeigen. 2019 wurde Uzochukwu mit den Worten zitiert, dass diese Arbeiten ausdrücken, „was es bedeutet, als ‚schwarz‘ gelesen zu werden, eine unterdrückende Vorstellung von ‚race‘ auferlegt zu bekommen, und trotzdem zu gedeihen“.
Seine Arbeit ist inspiriert von dem amerikanischen Fotografen Gregory Crewdson und kenianisch-amerikanischer Künstlerin Wangechi Mutu, deren Arbeiten persönliche Welten aufbauen, in denen Geschlecht, Rassifizierung, Kunstgeschichte, und persönliche Identität miteinander verschmelzen.

## Karriere
2016 wurde Uzochukwus Bildreihe A Familiar Ruin im BOZAR Center for Fine Arts als Teil der Gruppenausstellung Dey Your Lane! gezeigt, die vom nigerianischen Kurator Azu Nwagbogu kuratiert wurde.
Mit 16 wurde Uzochukwu von FKA Twigs ausgewählt, um eine Kampagne für Nike in Mexiko zu fotografieren. Weiterhin hat er Kampagnen für Adobe Photoshop, der Pariser Oper (Opéra National de Paris), Dior, Iris van Herpen, und dem World Wildlife Fund fotografiert, und mit Musikerinnen wie Ibeyi, Benjamin Clementine, Labrinth, Little Dragon, und Pharrell Williams gearbeitet.
Uzochukwu wurde 2021 für den Prix Pictet nominiert und stellte seine Arbeiten in Folge u. a. im Victoria and Albert Museum in London aus.
Er übernahm die Regie bei der deutschen Dramedy-Serie Schwarze Früchte, die 2024 ihre Premiere auf dem Tribeca Film Festival in New York feierte.

## Auszeichnungen (Auswahl)
- 2014: EyeEm Photographer of the Year[22][23]
- 2014: Flickr’s 20under20[24]
- 2015: Adobe Photoshop’s 25 Under 25[25]
- 2019: Auswahl für CPH:LAB 2019/2020, das Talententwicklungsprogramm des CPH:DOX Internationalen Dokumentarfilmfestivals Kopenhagen[26]
- 2025: Forbes 30 Under 30 – Europe – Art & Culture[27]